# Лайбенгут, Эрих
Эрих Лайбенгут (нем. Erich Leibenguth; 31 марта 1917 — 2 июня 2005) — немецкий футболист, нападающий. Выступал за сборную Саара.

## Биография

### Клубная карьера
Начинал играть в футбол в середине 1930-х годов в клубе «Боруссия» Нойнкирхен. В сезоне 1938/39 выступал за клуб «Хайденбург» Алленштайн, за который провёл 6 матчей, забил 3 гола и выиграл с командой Гаулигу Восточной Пруссии. Также был игроком клубов «Алленштайн» (1938/39), «Герта» Берлин (1940—43) и «Дюрен 99» (1943/44). Тренировался со сборной Германии под руководством Зеппа Хербергера, но из-за начала тотальной войны участия в матчах не принимал.
После окончания второй мировой войны вернулся в «Боруссия» Нойнкирхен, игроком которой был до 1952 года. В сезоне 1952/53 присоединился к клубу «Цвайбрюккен» и завершил карьеру в конце сезона.

### Карьера в сборной
Дебютировал за сборную Саара в её первом международном матче 22 ноября 1950 года со второй сборной Швейцарии (5:3), в котором отметился дублем. В 1951—52 годах принял участие ещё в четырёх товарищеских встречах сборной в следующем порядке: 27 мая 1951 года против второй сборной Австрии (забил два гола), 15 сентября против второй сборной Швейцарии (забил один гол), 14 октября против второй сборной Австрии, 20 апреля 1952 года против второй сборной Франции.